# お絵かきチャット
お絵かきチャット（英語：paint chat）は、インターネットの通信コミュニティの一つであるチャットに、ペイントツールとしての機能を付加したもの。単純に「絵チャット、絵チャ（絵茶🎨🍵）」とも呼ばれる。かつてPainterにNetPainterという類似の機能が存在したが先見性が過ぎたためか今は搭載されていない。特徴としてWEBブラウザ環境があれば誰でも気軽に参加できる。
大き目の描画領域を参加者全員で共有し、チャットのリアルタイム通信を活かした「参加者同士による絵の合作」が可能である。
完成した絵は個々人のパソコン上（ローカル）や、サーバ上に保存して後から鑑賞する事もできる。保存方法は、管理者による手動保存と定期的自動保存のものがある。一部、保存機能を備えていないシステムもあるが、その場合は参加者が各自プリントスクリーンやスクリーンショットなどで保存を行う。
システムやペイントツールのインターフェースにはお絵描き掲示板と同様のJavaアプレットが採用されていることが多いが、お絵描き掲示板が絵と文の双方でのコミュニケーションが可能であるのに対し、お絵描きチャットは絵の方にウェイトが置かれており、チャットはあくまでその時の参加者同士のための副次的なものである。よって絵の保存機能はあってもチャットログの保存機能は備えていないことが多い。
Webで利用できる絵チャは現在2つほどあり、有名なのがMagicalDraw。
そして、2個めタカミン絵チャもある。
また、MagicalDrawにはチャット機能や、ライブ配信。色々便利な機能がついている。